# Strzemieczne-Oleksy
Strzemieczne-Oleksy – wieś sołecka w Polsce położona w województwie mazowieckim, w powiecie makowskim, w gminie Młynarze.
W latach 1975–1998 miejscowość administracyjnie należała do województwa ostrołęckiego.
Wierni Kościoła rzymskokatolickiego należą do parafii św. Stanisława Kostki w Żebrach-Perosach.